# Alpha-Monocerotiden
Der Radiant des Meteorstromes Alpha-Monocerotiden liegt ca. 5° südöstlich von Prokyon. Gewöhnlich sind im Maximum der Alpha-Monocerotiden 5 Meteore pro Stunde beobachtbar. Jedoch wurde in den Jahren 1925, 1935, 1985 und 1995 eine erhöhte Aktivität von mehreren hundert Meteoren pro Stunde gesichtet. Im Jahr 2019 wurde eine ZHR von knapp 100 beobachtet.